# Jane Krakowski
Jane Krakowski (Parsippany, New Jersey, 11. listopada 1968.), američka glumica, Tonyjem nagrađena glumica. Najpoznatija je po ulozi vrckave tajnice Elaine Vassal u "Ally McBeal" i po ulozi Jenne Maroney u humorističnoj seriji "Televizijska posla".

## Životopis

### Rani život
Jane je rođena kao "Jane Krajkowski" u obitelji poljskih imigranata. Majka Barbara bila je instruktorica glume na koledžu, a otac Ed kemijski inženjer. Krakowski je odrasla u malom gradiću Parsippanyu, u New Jerseyu. Pohađala je sveučilište Rutgers, gdje je upoznala i svoju buduću kolegicu Calistu Flockhart.

### Karijera
Jane ostvaruje svoju prvu televizijsku ulogu 1984. godine u dugovječnoj sapunici "U potrazi za sutra" (Search for Tomorrow). Interpretirala je lik Therese Rebecce (T.R.) Kendall, te se u seriji zadržala pune dvije godine. 1987. godine je za ulogu T.R. Kendall osvojila i nominaciju za daytime Emmyje.
1997. godine dobiva svoju najveću ulogu dosad, ulogu uredske tajnice Elaine Vassal u proslavljenoj seriji "Ally McBeal". U seriji je nastupala svih pet sezona. Zahvaljujući svojoj ulozi, 1999. godine osvaja nominaciju na Zlatnim globusima u kategoriji za najbolju sporednu žensku ulogu. Nakon gostujuće uloge u serijama "Zakon i red: Odjel za žrtve" i "Hack", dobiva ulogu u novoj NBC-jevoj humorističnoj seriji "Televizijska posla".
Osim televizijskih uloga, Jane se pojavila i na velikom ekranu, a najpoznatiji filmovi su joj "Obitelj Kremenko u Viva Rock Vegasu" i "Alfie". Osim glumom, Jane se bavi i pjevanjem, te uspješno nastupa na Broadwayu. 

## Filmografija

### Televizijske uloge
- "Televizijska posla" (30 Rock) kao Jenna Maroney (2006.-danas)
- "Zakon i red: Odjel za žrtve" (Law & Order: Special Victims Unit) kao Emma Spevak (2004.)
- "Taksist" (Hack) kao gospođa Smith (2004.)
- "Everwood" kao dr. Gretchen Trott (2002. – 2003.)
- "Ally McBeal" kao Elaine Vassal (1997. – 2002.)
- "Rocket Power" kao Breezy (2002.)
- "Ally" kao Elaine Vassal (1999.)
- "Early Edition" kao dr. Amy Handelman (1996.)
- "Due South" kao Katherine Burns (1995.)
- "Kronike mladog Indiane Jonesa" (The Young Indiana Jones Chronicles) kao Dale Winter (1993.)
- "Queen" kao Jane (1993.)
- "Another World" kao Tonya (1989.)
- "Search for Tomorrow" kao Rebecca "T.R." Kendall (1984. – 1986.)
- "ABC Weekend Specials" kao Lizzie Dodge (1983.)

### Filmske uloge
- "The Vampire's Assistant" kao Cormac Limbs (2009.)
- "A Muppets Christmas: Letters to Santa" kao Claireina mama (2008.)
- "Sezona lova 2" (Open Season 2) kao Giselle (2008.) - posudila glas
- "Kit Kittredge: An American Girl"  kao Miss May Dooley (2008.)
- "Divlji valovi" (Surf's Up) kao Sheila Limberfin (2007.) - posudila glas
- "Sezona lova" (Open Season) kao Giselle (2006.) - posudila glas
- "Sex, Power, Love & Politics" kao Sloan (2006.)
- "Mom at Sixteen" kao Donna Cooper (2005.)
- "Pretty Persuasions" kao Emily Klein (2005.)
- "A Christmas Carol" kao Duh prošlih Božića (2004.)
- "Alfie" kao Dorie (2004.)
- "Taste" kao Samantha Neal (2004.)
- "When Zachary Beaver Came to Town" kao Heather (2003.)
- "Marci X" kao Lauren Farb (2003.)
- "Just a Walk in the Park" kao Rachel Morgan (2002.)
- "Ledeno doba" (Ice Age) kao ženski Sloth (2002.) - posudila glas
- "CatDog: The Great Parent Mystery" kao Catfield (2001.) - posudila glas
- "Obitelj Kremenko u Viva Rock Vegasu" (The Flinstones in Viva Rock Vegas) kao Betty O'Shale (2000.)
- "Go" kao Irene (1999.)
- "Zapleši sa mnom" (Dance with Me) kao Patricia (1998.)
- "Hudson River Blue" kao Diane (1997.)
- "Mrs. Winterbourne" kao Christine (1996.)
- "Stepping Out" kao Lynne (1991.)
- "Women & Men 2: In Love There Are No Rules" kao Melba (1991.)
- "When We Were Young" kao Linda Rosen (1989.)
- "Kobna privlačnost" (Fatal Attraction) kao dadilja (1987.)
- "Ludi provod po Europi" (National Lampoon's Vacation) kao Vicki (1983.)
- "No Big Deal" kao Margaret (1983.)